# نداف أرغمان
نداف عميرام أرغمان (بالعبرية: נדב ארגמן) (وُلد في 11 أغسطس 1960)، كان مدير جهاز الأمن العام الإسرائيلي الذي يُعرف اختصارًا بالشاباك. شغل سابقًا منصب نائب رئيس الشاباك، ورئيس قسم العمليات، وممثل الشاباك في الولايات المتحدة. تم تعيينه من قبل رئيس الوزراء بنيامين نتنياهو في 11 فبراير 2016. وتولى منصبه من 8 مايو 2016 إلى 13 أكتوبر 2021.

## حياته
وُلد نداف عميرام أرغمان في 11 أغسطس 1960 في رامات هاشارون لعائلة إسرائيلية ذات خبرة استخبارية وعسكرية طويلة تعود إلى الكيبوتس ما قبل إعلان قيام إسرائيل في 15 مايو 1948، حيث أُصيب والده خلال حرب 1948 وبقي معاقاً في صفوف الجيش الإسرائيلي بإصابة خطيرة. ويقطن أرغمان في مدينة روش هاعين. وهو متزوج وأب لثلاثة أبناء، ويُوصف بكونه علمانياً على عكس المتدينين من بعض رؤساء الأجهزة الأمنية الإسرائيلية.
دراسته
درس أرغمان في التعليم النظامي إلى حين حصوله على شهادتي البكالوريوس والماجستير في العلوم السياسية من جامعة حيفا، فضلاً عن شهادة ماجستير ثانية بدرجة ممتاز في تخصص الأمن والإستراتيجية من كلية الأمن القومي بنفس الجامعة.
المناصب
وقد تقلد أرغمان عدة مناصب ومسؤوليات إذ أنه تطوّع عام 1978 كقائد لفريق في وحدة استطلاع هيئة الأركان العامة الإسرائيلية (سييرت متكال) مما جعله قادراً على المشاركة في عمليات قتالية حساسة أثناء حرب لبنان 1982، ثم جُنِّد في الشاباك عام 1983، فاشتغل وأدى فيه أدواراً ذات أهمية كبيرة خاصة خلال الانتفاضة الفلسطينية الأولى. ثم ترقى داخله حتى تولى عدة وظائف تنفيذية وميدانية، يُذكر منها رئاسته لقسم العمليات فيه خلال الفترة الممتدة من 2003 إلى 2007، إذ وافق خلال قيادته للقسم على معظم الاغتيالات التي نفذها الجهاز، وتمكن من تنفيذ مهام أمنية وعملياتية داخل مناطق فلسطينية انطلق منها فدائيون مقومون للاحتلال الإسرائيلي. ليعمل بعدها كمندوب للجهاز في الولايات المتحدة لمدة 4 أعوام، شغل خلالها إدارة العلاقة بين الشاباك ومكتب التحقيقات الفيدرالي (FBI)، خاصة فيما يتعلق بتبادل المعلومات وتنسيق العمليات المشتركة في مكافحة الإرهاب، حيث صار نائباً لرئيس الجهاز فترة ثلاث سنوات وذلك عام 2011.
وفي سبتمبر 2014 ضمه الشاباك للجنة الطاقة الذرية الإسرائيلية، ثم رجع في سبتمبر 2015 إلى منصبه كنائب لرئيس الجهاز، بطلب من رئيسه يورام كوهين، وبقي في ذات المنصب إلى أن عينه رئيس وزراء إسرائيل بنيامين نتانياهو بتاريخ 11 فبراير 2016 رئيساً للشاباك خلفاً ليورام كوهين الذي انتهت مدته في 8 مايو 2016، ليكون بذلك أول رئيس للجهاز متخصص في العمليات والاستخبارات التكنولوجية، إذ كان رؤساؤه الثلاثة السابقون عليه خلال 16 سنة يأتون من القسم العربي داخل الشاباك، ويقول بعض المراقبين الإسرائيليين المتخصصين في الشؤون الأمنية أن هذا الأخير سيواجه عدة عقبات كبيرة ومتعاظمة في طريقه، ستضع على المحك خبرته الاستخبارية الطويلة وقدراته القيادية المتعددة خلال عمله في الشاباك الذي يخضع مباشرة لرئيس الوزراء، ويعتبر أهم جهاز أمن يعمل داخل حدود إسرائيل، ومن بين أهم هذه التحديات انتفاضة السكاكين، التنسيق الأمني في ظل الانتفاضة، فلسطينيو 48 إضافة إلى الإرهاب اليهودي.
صفاته
ويُوصف أرغمان بالرغم من عدم إجادته للغة العربية بأنه يعرف المجتمع الفلسطيني جيداً، إذ كان على احتكاك أمني دائم معه على مدار الساعة في أعقاب الانتفاضة الفلسطينية الثانية، وشارك بقوة في عملية إقامة الجدار الإسرائيلي في الضفة الغربية 2002.
واستناداً لمصادر أمنية إسرائيلية؛ فإن أرغمان كان مسؤولاً عن تقديم الخدمات الميدانية للوحدات المقاتلة ومكافحة التجسس المضاد، وكان العقل المدبر لاغتيال العديد من القيادات الفلسطينية خاصة من حركة المقاومة الإسلامية (حماس)، مثل القيادي في جناحها العسكري كأحمد الجعبري الذي اغتالته إسرائيل العدوان الإسرائيلي على غزة في نوفمبر 2012.
وكشف أحد ضباط الشاباك السابقين أن أرغمان - الذي أسس عدداً من الوحدات الخاصة في الشاباك، وقضى معظم سنوات خدمته فيه داخل الأقسام العملياتية الميدانية - قاد الجهاز خلال الحرب على غزة 2014 التي تسميها إسرائيل عملية الجرف الصامد.